# Battaglia di Ivry
La battaglia di Ivry fu combattuta il 14 marzo 1590, durante le guerre di religione in Francia. La battaglia fu uno scontro decisivo per Enrico di Navarra (non riconosciuto come Enrico IV di Francia dalla Lega), che vide l'esercito regio e gli ugonotti combattere contro le forze della Lega cattolica guidate dal duca di Mayenne. Le truppe di Enrico risultarono vittoriose e continuarono a porre l'assedio a Parigi.

## Contesto
Il Duca di Mayenne, nominato luogotenente generale del Regno dal partito della Lega, comanda la guarnigione parigina. La capitale è assediata da quasi un anno da Enrico IV: se le comunicazioni sono possibili, tutte le città circostanti e le province che normalmente la riforniscono (Brie, Beauce, Valois, Champagne e Normandia) sono nelle mani di Enrico IV e della città è minacciato di carestia. Mayenne cerca di liberare i dintorni di Parigi dalle guarnigioni di Enrico IV.
Per bloccare l'accesso alla Normandia, quest'ultima lasciò per assediare la città di Évreux, anch'essa in mano alla Lega, che Mayenne venne in aiuto. Venuto a conoscenza dell'avvicinamento delle truppe della Lega, Henri decide di togliere l'assedio e di ritirarsi nelle vicinanze per dispiegarsi nella piana di Saint-André; ha trascorso una breve notte al castello di Saint-Georges-Motel.
Mayenne arriva prima della fine dello schieramento ma troppo tardi per iniziare la battaglia, rinviata al giorno successivo.